# 香川大学教育学部附属坂出小学校
香川大学教育学部附属坂出小学校（かがわだいがくきょういくがくぶふぞくさかいでしょうがっこう）は、香川県坂出市にある国立小学校。

## 沿革
- 1913年（大正2年）4月1日　香川県女子師範学校附属小学校創立
- 1940年（昭和16年）4月　附属小学校を附属国民学校と改称
- 1942年（昭和18年）4月　香川師範学校女子部附属となる
- 1947年（昭和22年）4月　香川師範学校附属坂出小学校となる
- 1949年（昭和24年）4月　香川大学香川師範学校附属坂出小学校と改称
- 1951年（昭和26年）4月　香川大学学芸部附属坂出小学校と改称
- 1966年（昭和41年）4月　香川大学教育学部附属坂出小学校と改称
- 2004年（平成16年）4月　国立大学法人化

## 所在地
- 香川県坂出市文京町2丁目4番2号

## 服装
制服が指定されている。